# Eurosong 2025 Late Late Show Special
Die Sendung Eurosong 2025 Late Late Show Special fand am 7. Februar 2025 statt und diente als irischer Vorentscheid zum Eurovision Song Contest 2025 in Basel (Schweiz). Emmy gewann den Wettbewerb mit dem Song Laika Party.

## Format

### Konzept
Im Januar 2024 äußerte der irische ESC-Delegationsleiter Michael Kealy Hoffnungen, im Jahr 2025 einen Vorentscheid als eigenständige Sendung außerhalb des Rahmens der The Late Late Show auszurichten. Entsprechende Pläne hatte es bereits für 2024 gegeben, diese wurden jedoch im Zuge des Tubridy-Skandals pausiert. Am 23. September 2024 bestätigte Raidió Teilifís Éireann (RTÉ) schließlich, dass man auch 2025 am Eurovision Song Contest teilnehmen werde. Zugleich gab man bekannt, dass der Vorentscheid erneut als Teil der The Late Late Show abgehalten werden soll.

### Beitragswahl
Zwischen dem 23. September und dem 18. November 2024 konnten Beiträge bei RTÉ eingereicht werden. Folgende Voraussetzungen wurden, neben den Regeln des Eurovision Song Contests, an die Beiträge gestellt:
- Komponisten und Texter durften nur jeweils einen Beitrag einreichen.
- Beiträge durften nicht gleichzeitig bei anderen nationalen Vorentscheidungen eingereicht werden.
- RTÉ behielt sich vor, Interpreten auszutauschen sowie Künstler direkt einzuladen.

Nach Ablauf des Einreichezeitraums wurden alle Beiträge von einer Jury, bestehend aus Vertretern der Musik- und Unterhaltungsindustrie und/oder Eurovision-Fans, begutachtet und die Teilnehmer des Vorentscheids aus diesen ausgewählt.

## Teilnehmer
Die Teilnehmer wurden zwischen dem 20. und 24. Januar 2025 in der Ray D’Arcy Show auf RTÉ Radio 1 vorgestellt. Der Komponist Ryan O’Shaughnessy vertrat Irland 2018 beim Eurovision Song Contest.

## Finale
Das Finale von Eurosong 2025 fand am 7. Februar 2025 statt. Die Ergebnisse wurden durch eine Kombination aus den Stimmen einer nationalen Jury, einer internationalen Jury und einer Televote-Abstimmung ermittelt, bei der jeweils 2, 4, 6, 8, 10 und 12 Punkte vergeben wurden, wobei das Televoting im Falle eines Gleichstands den Vorrang hatte. Die internationale Jury bestand aus dem san-marinesischen Delegationsleiter Alessandro Capicchioni, der australischen Executive Producerin Emily Griggs von SBS, dem schwedischen Choreografen Fredrik Rydman und der serbischen Musikmanagerin Milica Fajgelj. In der nationalen Jury waren die Musikkuratorin Caroline Henry, der Schlagzeuger Jimmy Rainsford von der Band Picture This, die Moderatorin, Schauspielerin, Musikerin und Sängerin Kathryn McKiernan und der RTÉ-2fm-Moderator Bláthnaid Treacy vertreten. Die Televote-Punkte wurden von James Patrice bekannt gegeben. Während der Show traten die drei irischen ESC-Gewinnerinnen Linda Martin, Niamh Kavanagh und Eimear Quinn mit ihrer Version des ESC-Siegersongs Tattoo auf. Das Lied Laika Party von der norwegischen Sängerin Emmy wurde mit insgesamt 34 Punkten zum Siegerlied erklärt, nachdem es sowohl von der nationalen Jury als auch von den Zuschauern die höchste Punktzahl erhalten hatte.
| Platz | Startnr. | Interpret      | Lied Musik (M) und Text (T) | Sprache  | Übersetzung (inoffiziell) | Nationale Jury | Internationale Jury | Zuschauer | Gesamt |
| ----- | -------- | -------------- | --- | -------- | ------------------------- | -------------- | ------------------- | --------- | ------ |
| 1.    | 6        | EMMY           | Laika Party M/T: Emmy Kristine Guttulsrud Kristiansen, Erlend Guttulsrud Kristiansen, Henrik Østlund, Larissa Tormey, Truls Marius Aarra | Englisch | Laika-Fest                | 12             | 10                  | 12        | 34     |
| 2.    | 4        | Samantha Mumba | My Way M/T: Brandon Avery Smith, Samantha Mumba                                                                                          | Englisch | Mein Weg                  | 10             | 12                  | 4         | 26     |
| 3.    | 2        | Bobbi Arlo     | Powerplay M/T: Bobbi Arlo, Teo.x3 | Englisch | Powerplay                 | 6              | 6                   | 8         | 20     |
| 4.    | 3        | Reylta         | Fire M/T: Caoimhe Glynn, Ryan O’Shaughnessy, Cian O’Donoghue                                                                             | Englisch | Feuer                     | 8              | 8                   | 2         | 18     |
| 5.    | 5        | NIYL           | Growth M/T: Niall O’Halloran | Englisch | Wachsen                   | 4              | 4                   | 10        | 18     |
| 6.    | 1        | Adgy           | Run into the Night M/T: Ivan Klymenko, Andrew Carr, Jennie Carr                                                                          | Englisch | Renne in die Nacht        | 2              | 2                   | 6         | 10     |